# Малые Зыкины
 Малые Зыкины  — деревня в Кирово-Чепецком районе Кировской области в составе Бурмакинского сельского поселения.

## География
Расположена на расстоянии примерно 2 км на восток от северной части села Бурмакино.

## История
Известна с 1671 года как деревня Спири Хвостанцева с 1 двором,  в 1764 22 жителя, в 1802 3 двора. В 1873 в деревне Спиридона Хвостанцева (Зыкины) дворов 4 и жителей 51, в 1905 (уже починок) 5 и 35, в 1926 (деревня Малые Зыкины) 5 и 26, в 1950 (снова Зыкины) 17 и 24, в 1989 (опять Малые Зыкины) 2 жителя.

## Население
Постоянное население не было учтено как в 2002 году, так и в 2010.